# Friedrich August Kirmes
Friedrich August Kirmes (auch: Fridrich August Kirmes und Friedrich August Kirmeß; * um 1784; † 19. Mai 1858 in Hannover) war ein deutscher Hof-Bader, Chirurg, Unternehmer, Blutegel-Händler und Kommunalpolitiker.

## Leben
Friedrich August Kirmes wurde zur Zeit des Kurfürstentums Braunschweig-Lüneburg während der Personalunion zwischen Großbritannien und Hannover um das Jahr 1784 geboren.
Zur Zeit des Königreichs Hannover wurde Kirmes bereits im Adressbuch der Stadt Hannover als „Chirurgus“ bezeichnet mit Sitz in der Calenberger Straße 267.
Bereits um die Gründung des Gartenbau-Verein für das Königreich Hannover am 22. September 1832 war Hofbader „Kirmeß“ mit der Nummer 58 Mitglied des Gartenbauvereins.

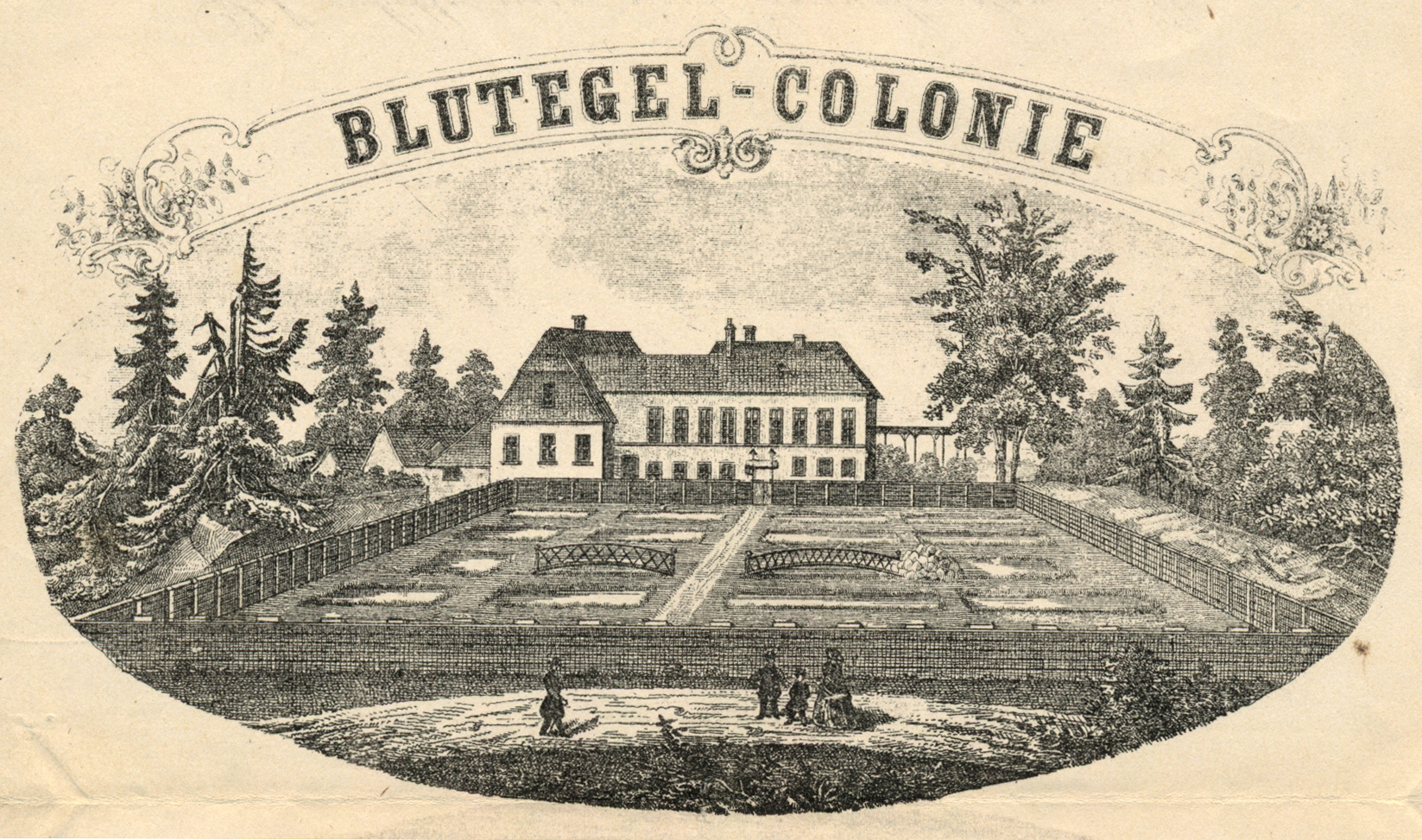
Die Blutegel-Colonie am Entenfang in Hannover züchtete die medizinisch wirksamen Blutsauger

Noch vor dem Beginn der Industrialisierung im Königreich wirkte Kirmes spätestens Anfang 1833 mit dem Titel als Hofbader. Als solcher inserierte „F. A. Kirmes“ als Händler mit Sitz in der „Rothereihe No. 373“ in der Calenberger Neustadt am 26. Januar 1833 in der Hannoverschen Zeitung verschiedene Größen und Zusammenstellungen lebend zu versendender Blutegel zu verschiedenen Preisen. Es wird jedoch angenommen, dass Kirmes schon vor 1833 mit den Medizinischen Blutegeln gehandelt hatte, da „Bader und Wundärzte [...] die kleinen Blutsauger ja schon von alters her“ benötigten. Da der Bedarf jedoch nicht einfach zu decken war, forderte die Landdrostei Hannover 1826 in einem Ausschreiben die Stadt- und Landphysici auf, die Wundärzte und Bader anzuhalten stets „... einen Vorrath von echten und guten Blutegeln zu halten.“ Knapp zwei Jahrzehnte später fand sich im Adressbuch Hannover für 1845 die Notiz einer regelmäßigen Züchtung der Tiere am Entenfang.
Am 13. Februar 1838 war Hofbader Kirmes einer von 14 gewählten Bürgervorstehern der Stadt Hannover, während er zuvor unter dem Hofschuhmacher Weydemann zeitweilig gemeinsam mit dem Hoftischler Goslar und dem Schuhmacher Hasselkusel als Bezirksvorsteher im „Großen Duvenstraßendistrikt“ wirkte. Als Kommunalpolitiker spielte er eine Rolle im Hannoverschen Verfassungskonflikt, gab sich aus Furcht vor Konsequenzen jedoch eher staatstreu und unterwürfig im Sinne des Monarchen König Ernst August von Hannover. So folgte er einer von dem Verkehrspolitiker Bernhard Hausmann gegenüber dem Bürgervorsteher-Kollegium erfolgten Einladung in dessen Haus zwecks Beratung entsprechender Proteste nicht.
1847 wohnte der Hofbader und Blutegel-Verkäufer im Haus Rote Reihe 12. Nachdem er im Alter von 74 Jahren verstorben war, war seine Witwe noch 1869 im selben Haus eine von drei Blutegel-Händlern in Hannover.